# NHKニュースおはよう関西
『NHKニュースおはよう関西』（エヌエイチケイニュースおはようかんさい）は、NHK大阪放送局が朝7時台に放送している『NHKニュースおはよう日本』の地域情報番組である。

## 概要
直前放送番組の『NHKニュースおはよう日本』に引き続いて、平日7:45から近畿地方に向けてニュース・リポート・中継・気象情報・交通情報を放送している。
1993年4月5日に「NHKニュースおはようきんき」のタイトルで放送を開始。1997年度改編での「きんき」→「関西」のエリア呼称変更に伴い、1997年4月1日より現在のタイトルとなった。
大阪局のみ、通常時のデザインとは異なる時刻表示がされている。大阪局以外の近畿5府県の各局は、各局送出の時刻表示となる。

## 放送時間
総合テレビ（関西地方） 月曜日 - 金曜日 7:45 - 8:00

## 出演者

### 2025年度の出演者

#### キャスター
キャスターは3人が週交代で出演する。キャスターは、当番組を担当しない週には、昼勤では『列島ニュース (総合テレビ)』夜勤では『ニュース845』を担当することもある。
- 田代杏子（2023年8月 - ）
  - 前任の牛田茉友が2023年8月から東京アナウンス室へ異動となることに伴って、年度途中からキャスターとなる。
- 小宮山晃義（2023年8月 - ）
  - 前任の大川悠介が2023年8月から東京アナウンス室へ異動となることに伴って、年度途中からキャスターとなる。
- 木村穂乃（2025年4月 - ）
  - 2025年3月まで担当していた塩崎実央の後任キャスターとなる。前任地は2025年3月までNHK名古屋放送局に勤務。

#### 気象情報
- 塩見泰子（2018年度 - ）月曜 - 金曜担当
  - サブキャスターを兼務しており、ニュース読みや番組進行も担当する。
  - 2020年度までは金曜も担当していたが、2021年度から2023年度までは『ニュース きん5時』に出演することとなり、金曜の担当から外れていた。しかし『ニュース きん5時』が休止となる場合には、金曜もこの番組に出演することがある。『ニュース きん5時』終了後は再度月曜 - 金曜担当になった。

#### コーナー出演
- 竹原信夫[注 3][2] - 元気な中小企業
- 金水静 - アジアの街から：プサン
- 孔怡 - アジアの街から：上海

### 歴代の出演者
| 期間      | 期間      | キャスター                     | 気象情報        |
| --------- | --------- | ------------------------------ | --------------- |
| 1993.4.5  | 1995.3.31 | 宮田修                         | （不詳）        |
| 1995.4.3  | 1996.3.29 | 畠山智之 武内陶子              | （不詳）        |
| 1996.4.1  | 1997.3.28 | 武内陶子                       | （不詳）        |
| 1997.3.31 | 2000.3.31 | （不詳）                       | （不詳）        |
| 2000.4.3  | 2001.3.30 | 山本美希                       | （不詳）        |
| 2001.4.2  | 2002.3.29 | （不詳）                       | （不詳）        |
| 2002.4.1  | 2003.3.28 | 福井弓子                       | （不詳）        |
| 2003.3.31 | 2004.3.26 | 山下清貴                       | （不詳）        |
| 2004.3.29 | 2008.3.28 | 秋野由美子                     | 筒井幸雄        |
| 2008.3.31 | 2010.3.26 | 山岡裕明                       | 井田寛子        |
| 2010.3.29 | 2011.4.1  | 中村淳平                       | 井田寛子        |
| 2011.4.4  | 2013.3.29 | 大沢幸広                       | 虫鹿由佳        |
| 2013.4.1  | 2014.3.28 | 大沢幸広                       | 菊池真以        |
| 2014.3.31 | 2015.3.27 | 井原陽介                       | 菊池真以        |
| 2015.3.30 | 2016.4.1  | 井原陽介                       | 三宅惇子        |
| 2016.4.4  | 2018.3.30 | 芳賀健太郎                     | 山神明理        |
| 2018.4.2  | 2019.3.29 | 芳賀健太郎 二宮直輝            | 塩見泰子        |
| 2019.4.1  | 2021.3.26 | 狩野史長 牛田茉友              | 塩見泰子        |
| 2021.3.29 | 2022.6.24 | 井田香菜子 大川悠介            | 塩見泰子 南利幸 |
| 2022.6.27 | 2023.3.31 | 大川悠介 畠山衣美 佐々木智一   | 塩見泰子 南利幸 |
| 2023.4.3  | 2023.7.28 | 大川悠介 佐々木智一 牛田茉友   | 塩見泰子 南利幸 |
| 2023.7.31 | 2024.3.29 | 佐々木智一 田代杏子 小宮山晃義 | 塩見泰子 南利幸 |
| 2024.4.1  | 2025.3.28 | 田代杏子 小宮山晃義 塩崎実央   | 塩見泰子        |
| 2025.3.31 | 現在      | 田代杏子 小宮山晃義 木村穂乃   | 塩見泰子        |

#### 以前
- 気象情報
  - 田代杏子（2006年度の代理）

### テーマ曲
- - 2012年3月30日
- 2012年4月2日 - 2015年3月27日
- 2015年3月30日 - 2016年4月1日
- 2016年4月4日 -

## 備考
- 2016年度からは、番組公式サイトをリニューアルし、過去1週間に放送された特集の動画を配信している。
- エンディングではキャスターが、いわゆる「朝ドラ送り」（後座番組『連続テレビ小説』の宣伝）を行うことがある[4]。
- 2020年4月13日から2020年7月3日までは、当番組における新型コロナウイルス関連ニュースの再放送を、平日の10:00 - 10:30に全国の総合テレビで実施していた。

## 関連番組
- 「ウイークエンド関西」 毎週土曜日 7:30 - 8:00 に放送中
- 「関西ホットライン」- ラジオ第1で、日曜を除く毎朝7:40 - 8:00に放送していた